# Anna Massey
Anna Raymond Massey, CBE (* 11. August 1937 in Thakeham, West Sussex; † 3. Juli 2011 in London, England), war eine britische Schauspielerin.

## Leben
Masseys Filmkarriere begann 1958 mit dem Film Gideon’s Day. In ihrem zweiten Film Peeping Tom, der seinerzeit einen Skandal auslöste, verkörperte sie Helen. Für ihre Teilnahme an dem Film Ernst sein ist alles wurde sie 1983 für den Laurence Olivier Award als beste Nebendarstellerin nominiert. 2005 wurde Massey von Elisabeth II. mit dem Order of the British Empire ausgezeichnet. In jüngerer Zeit sah man Massey in Filmen wie Der Maschinist oder auch in einer Nebenrolle in The Oxford Murders an der Seite von Elijah Wood und John Hurt.
Auch ihre Eltern, Raymond Massey und Adrianne Allen, waren Schauspieler. Ihr älterer Bruder war der Schauspieler Daniel Massey. Ihr Onkel Vincent Massey war von 1952 bis 1959 Generalgouverneur von Kanada. Anna Massey heiratete 1990 ein zweites Mal. Aus ihrer ersten Ehe mit Jeremy Brett, mit dem sie von 1958 bis 1962 verheiratet war, entstammt der Schriftsteller David Huggins. Sie starb an den Folgen einer Krebserkrankung.

## Filmografie (Auswahl)
- 1958: Gideon’s Day
- 1960: Augen der Angst (Peeping Tom)
- 1963: Le Voyage à Biarritz
- 1965: Bunny Lake ist verschwunden (Bunny Lake Is Missing)
- 1966: Armchair Theatre (Fernsehserie)
- 1968: The Sunday Play (Fernsehserie)
- 1969: Das ausschweifende Leben des Marquis de Sade (De Sade)
- 1969: Krieg im Spiegel (The Looking Glass War)
- 1969: David Copperfield (Fernsehfilm)
- 1970: Wicked Women (Fernsehserie)
- 1972: Frenzy
- 1972: Love Story (Fernsehserie)
- 1973: In der Schlinge des Teufels (The Vault of Horror)
- 1973: Ein Puppenheim (A Doll’s House)
- 1974: The Pallisers (Fernsehserie)
- 1976: Couples (Fernsehserie)
- 1979: Rebecca (Fernsehserie)
- 1979: Ich liebe dich – I Love You – Je t’aime (A Little Romance)
- 1980: Sweet William
- 1981: The Cherry Orchard (Fernsehfilm)
- 1982: Am Rande des Abgrunds (Five Days One Summer)
- 1983: Mansfield Park (Fernsehserie)
- 1984: Another Country
- 1984: Die Libelle (The Little Drummer Girl)
- 1984: Ein Umzug kommt selten allein (The Chain)
- 1985: Anna Karenina (Fernsehfilm)
- 1985: Sacred Hearts
- 1986: Hotel du Lac (Fernsehfilm)
- 1987: Wagnis der Liebe (A Hazard of Hearts, Fernsehfilm)
- 1988: La Couleur du vent
- 1989: Killing Dad or How to Love Your Mother
- 1989: Das lange Elend (The Tall Guy)
- 1990: Sea Dragon (Fernsehfilm)
- 1990: Das Land der schwarzen Sonne (Mountains of the Moon)
- 1991: Verliebt in Chopin (Impromptu)
- 1992: Emily’s Ghost
- 1992: Inspektor Morse, Mordkommission Oxford (Inspector Morse, Fernsehserie, eine Folge)
- 1992: Chillers (Fernsehserie)
- 1992: The Inspector Alleyn Mysteries (The Nursing Home Murder, Fernsehserie)
- 1994: Tödliche Gedanken (Murder in Mind, Fernsehfilm)
- 1995: The Grotesque
- 1995: Engel und Insekten (Angels & Insects)
- 1995: Haunted – Haus der Geister (Haunted)
- 1997: Gestrandet: Der Liebe ausgeliefert (Driftwood)
- 1997: The Slab Boys
- 1997: Déjà Vu
- 1998: Inspector Barnaby – Blutige Anfänger (Midsomer Murders – Written In Blood) (Fernsehreihe)
- 1999: Captain Jack
- 1999: Mad Cows
- 2000: Room to Rent
- 2000: The Sleeper
- 2001: Dark Blue World (Tmavomodrý svět)
- 2002: Ernst sein ist alles (The Importance of Being Earnest)
- 2002: Besessen (Possession)
- 2003: Strange (Fernsehserie)
- 2004: Der Maschinist (The Machinist)
- 2004: Familienanschluss (Belonging, Fernsehfilm)
- 2005: The Robinsons (Fernsehserie)
- 2006: A Good Murder (Fernsehfilm)
- 2006: The Gigolos
- 2007: Oliver Twist (Fernsehserie)
- 2007: Lewis – Der Oxford Krimi – Dämonen der Vergangenheit (Lewis, Fernsehserie, eine Folge)
- 2008: Oxford Murders (The Oxford Murders)
- 2008: Affinity
- 2009: Inspector Barnaby – Sportler und Spione (Midsomer Murders – Secrets And Spies) (Fernsehreihe)
- 2009: Kingdom (Fernsehserie)
- 2009: Auf doppelter Spur (Agatha Christie’s Poirot; Fernsehserie, eine Folge)

## Auszeichnungen
- 1986: RTS Television Award in der Kategorie Beste Darstellerin für Screen Two: Hotel du Lac (#2.8) und Sacred Hearts
- 1987: BAFTA TV Award in der Kategorie Beste Darstellerin für Screen Two: Hotel du Lac (#2.8)